# ShakeIT
ШейкИТ (ShakeIT) е втората по големина IRC мрежа в България
. Тя е наследник на мрежите BulgariaNET и BGIRC, които все още съществуват с част от сървърите си.
В най-добрите си времена мрежата е имала 5300 потребители едновременно и е била в топ 30 на световните IRC мрежи-. ShakeIT се развива, благодарение на набор от уебчатове в множество български сайтове, като ABV.BG. В мрежата са някои от най-големите български чат канали – #gyuvetch и #30-40.

## История
През 1998 г. е основана BulgariaNET. Впоследствие към BulgariaNET се присъединяват група отцепили се от UniBG сървъри и се формира нова мрежа с името BGIRC. Макар и с малко потребители, мрежата се управлява с демокрация измежду 40-ина администратори, дискутиращи със сложна реторика и водещи се по сложни правила.
През 1999 г. е основан уебчатът на гювеч и канал #gyuvetch, който скоро след това стават най-големият в мрежата и в поне 3 от годините до 2007 е най-голям чат канал в България, с пик от над 1700 потребителя едновременно.
В периода 2001 – 2002 е разработен от PHP/HTML IRC Client, върху който се пускат множество уебчатове, най-популярен от които и е чатът на АБВ.
През март 2003 г. група от админите решават, че дискусиите са неоправдани и основават ShakeIT, като отделят 3 от сървърите – irc.del.bg, irc.zonebg.com и irc.bgit.net, като избират проста управленска система, наречена ShakeIT Core, базирана върху гласуването на пълно доверие на всеки администратор от ShakeIT Core спрямо останалите и декларация, че ако тази чат мрежа се превърне в причина за конфронтации, всеки един от основателите на мрежата ще спре да се занимава с IRC. Стабилността на мрежата доведе до най-силните ѝ времена, когато в редиците и бяха и сървърите irc.kefche.com и optisprint – Плевен
През пролетта на 2010 г. след очакваното/предполагащо се (в резултат на много различия, нехайство и своеволия на администраторите) разпадане на UniBg на две отделни мрежи, ShakeIT става най-голямата IRC мрежа в България с най-много реални потребители (средно по-около 1600 – 1700) влизащи редовно.
Предполага се че така наречената trusted система водеща и до тази олигархична структура на мрежата, както и голямата неприкосновеност, която имат каналите и псевдонимите (никовете) на потребителите там я прави уникална и стабилна при всеобщия отлив и намаляващ интерес към IRC.
След премахването на бутона чат от портала abv.bg (2012 г.), потребителите на ShakeIT достигаха ниво от около 1200.
Мрежата е била обект на критики относно нарушение на конституцията и закона за личните данни, като незаконно е следила личните съобщения на потребителите. През 2003 – 2004 е добавен код в IRC сървърите, чрез който всички съобщения съдържащи 'спам' ключови думи се препращат в специален административен канал. Кода на IRCd, което използва ShakeIT е публично достъпен и ясно се вижда в него този пач (modules/core/m_message.c). Световното IRC общество заклейми българската мрежа като организация с неморални принципи. След 2010 г. пачът е премахнат след дискусия между разработчика и core екипа.
„Световната“ IRC може и да е заклеймила мрежата, но е факт че тя заедно с OptiLaN си останаха двете мрежи които са сравнително стабилни за разлика от UniBG което се раздроби на по-малки мрежи вследствие на традиционната им борба за власт.

## ShakeIT Core
ShakeIT Core са основателите на мрежата, които отговарят за решенията в нея.
- zImage Архив на оригинала от 2013-02-17 в Wayback Machine. – админ на irc.del.bg, webchat.del.bg.
- BEER_MAN – разработва, поддържа и хоства services, админ на не по-малко от 4 от най-важните сървъри.
- exodus Архив на оригинала от 2007-01-19 в Wayback Machine. – разработва, поддържа и хоства services, админ на не по-малко от 4 от най-важните сървъри.
- dzver – разработва уебчата и някои от сайтовете на мрежата.
- T0sh Архив на оригинала от 2011-06-05 в Wayback Machine. – анти-спам team head.
- Stone – разработва ircd и services след 2005 г.; core админ, избран от ядрото; админ на irc.elitsat.net.
- Rain – разработва анти-спам и анти-drone услугите; voted админ, избран от ядрото.

## Сървъри
- irc.elitsat.net
- irc.del.bg
- irc.index.bg
- irc.PLCNeT.org
- irc.juped.net
- irc.sellinet.net
- irc.haskovo24.bg
- irc.esbulgaria.com
- irc.uni-sofia.bg
- irc.optisprint.net
- irc.svalki.org
- irc.bourgas.org
- irc.lam3rs.org
- irc.dalnet.net
- irc.1irc.net